# Den lokale galaksegruppe
Den lokale galaksegruppe, også kaldet den lokale galaksehob eller den lokale gruppe, er en galaksehob bestående af 30–40 galakser og med en udstrækning på mellem 5 og 10 mio. lysår. Gruppen domineres af de tre spiralgalakser Andromedagalaksen, Mælkevejen og den noget mindre M33 i stjernebilledet Triangulum (Trekanten). Alle øvrige medlemmer af den lokale gruppe er dværggalakser, som f.eks. Andromedagalaksens satellitgalakser M32 og M110 samt Mælkevejens satellitter – de Magellanske Skyer. Ingen af disse dværggalakser har masser på mere end en hundrededel af Mælkevejens. Den lokale gruppe regnes for værende permanent i den forstand, at gruppen holdes sammen af medlemmernes gensidige massetiltrækning. Den lokale gruppe er en del af den lokale superhob kaldet Virgohoben.